# Famalicão (Guarda)
Famalicão is een plaats (freguesia) in de Portugese gemeente Guarda en telt 755 inwoners (2001).